# First National Bank Building (Albuquerque)
El First National Bank Building es un edificio histórico en el centro de Albuquerque, en el estado de Nuevo México (Estados Unidos).Es la antigua sede del First National Bank de Albuquerque. El edificio de nueve pisos se completó en 1923 y fue considerado el primer rascacielos de la ciudad con una altura de 43 m. Siguió siendo el edificio más alto de la ciudad hasta 1954, cuando fue superado por el Simms Building.

## Historia
El edificio fue diseñado por Henry C. Trost de la firma Trost & Trost, quien también fue responsable de varias otras estructuras cercanas, como el Rosenwald Building, el Occidental Life Building y el Sunshine Building. Fue incluido en el Registro de Bienes Culturales del Estado de Nuevo México en 1978 y en el Registro Nacional de Lugares Históricos en 1979.
El primer edificio del Banco Nacional fue construido entre 1922 y 1923 reemplazando un edificio más antiguo en las calles Second y Gold como sede del First National Bank. El banco encargó a la firma Trost & Trost de El Paso que diseñara el edificio, con Henry C. Trost como arquitecto principal. El presidente del banco, John M. Raynolds, escribió en una carta que Trost "parecía captar nuestras ideas sobre qué tipo de edificio queríamos y qué tipo de sala bancaria queríamos, y las plasmó en papel de inmediato. Estamos especialmente satisfecho con el diseño que hizo el Sr. Trost del exterior del edificio y creo que se requiere de un artista como el Sr. Trost para darle distinción e individualidad al edificio ".
Con 141 pies (43 m), el edificio de nueve pisos era el más alto de la ciudad y a menudo se lo conocía como el primer rascacielos de Albuquerque. Un escritor del Albuquerque Journal describió un panorama particualrmente aplio desde el techo del edificio en 1923
Además del banco, el edificio albergaba las oficinas de muchos de los médicos, abogados y otros profesionales más destacados de la ciudad. Siguió siendo el edificio más alto de Albuquerque hasta que el Simms Building de 55 m se completó en 1954. First National Bank vendió el edificio después de trasladar su sede a First Plaza en 1975, pero lo volvió a adquirir en 1990 y trasladó algunos de sus departamentos. de vuelta. El sucesor de First National, First Security Bank, fue propietario del edificio hasta 1999, cuando fue comprado por un promotor privado con la intención de convertirlo en un hotel de lujo. Los planes cambiaron más tarde, y el edificio fue remodelado en su lugar en un proyecto de condominio de alto nivel llamado The Banque Lofts, que se inauguró en 2006.

## Arquitectura
El edificio es una estructura en forma de L que ocupa la esquina noreste de 3rd Street y Central Avenue. Arquitectónicamente, está dividido en tres secciones: una base de dos pisos, un bloque principal de seis pisos y una corona de un piso. La base contiene la sala bancaria original de doble altura y un entrepiso y se distingue por una hilera de ventanas arqueadas de 6,7 m de altura que se extienden por todo el edificio, incluso en el callejón. Está además ornamentado con volutas, rosetas, medallones y molduras. El noveno piso está rematado con una hilera de cuerdas y decorado con medallones en las esquinas y una pesada cornisa.
El edificio tiene un marco de hormigón e incluye un sótano completo y dos pisos mecánicos. El vestíbulo del banco tiene un techo artesonado alto sostenido por dos filas de columnas octogonales y continúa el patrón de ventana arqueada en los cuatro lados. En las paredes ciegas, los arcos están llenos de espejos para aumentar el tamaño aparente de la habitación. En la década de 1940 se añadió un entrepiso en el lado norte. El área del vestíbulo se renovó para convertirlo en espacio de oficinas en 2017, pero aún incluye la mayoría de los detalles originales, incluida la bóveda del banco.